# Voluta
Voluta là một chi ốc biển từ trung bình tới lớn, là động vật thân mềm chân bụng sống ở biển trong họ Volutidae, họ ốc dừa.

## Các loài
Các loài thuộc chi Voluta bao gồm:
- Voluta ebraea Linnaeus, 1758
- Voluta morrisoni (Petuch, 1980)
- Voluta musica Linnaeus, 1758
- Voluta polypleura Crosse, 1876
- Voluta virescens Lightfoot, 1786

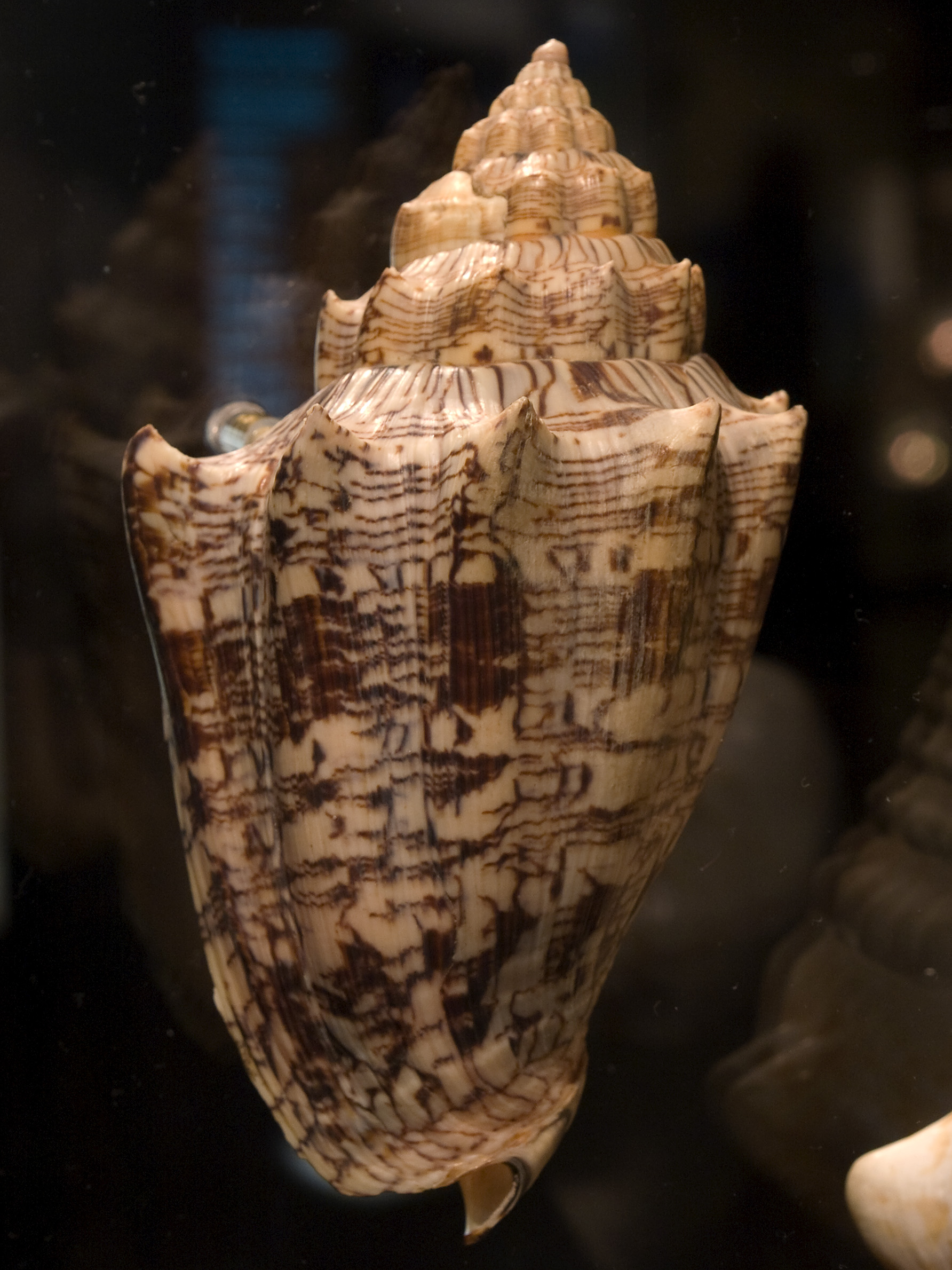
A shell of the Hebrew volute, Voluta ebraea
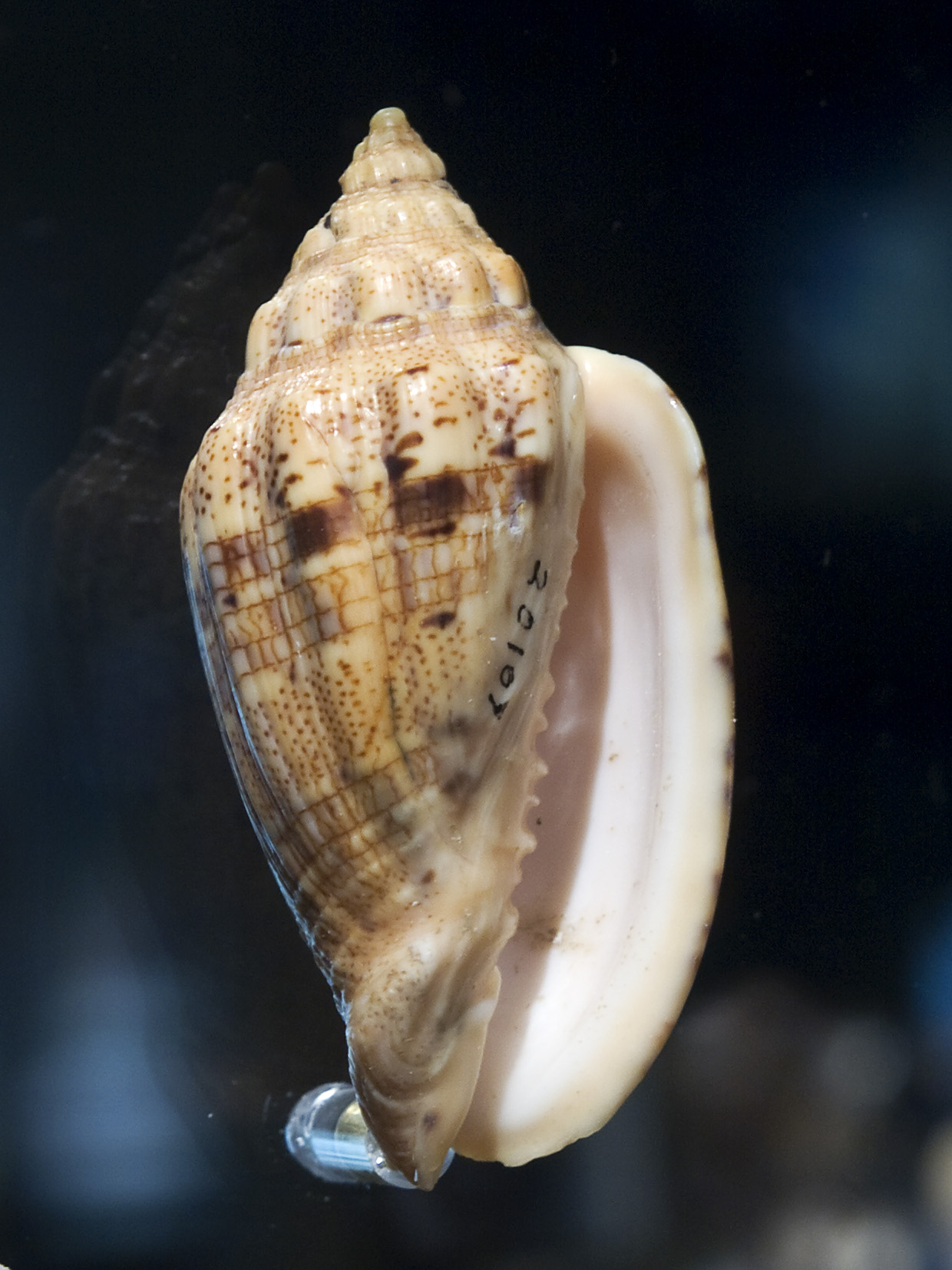
A shell of the De Marcoi's volute, Voluta polypleura
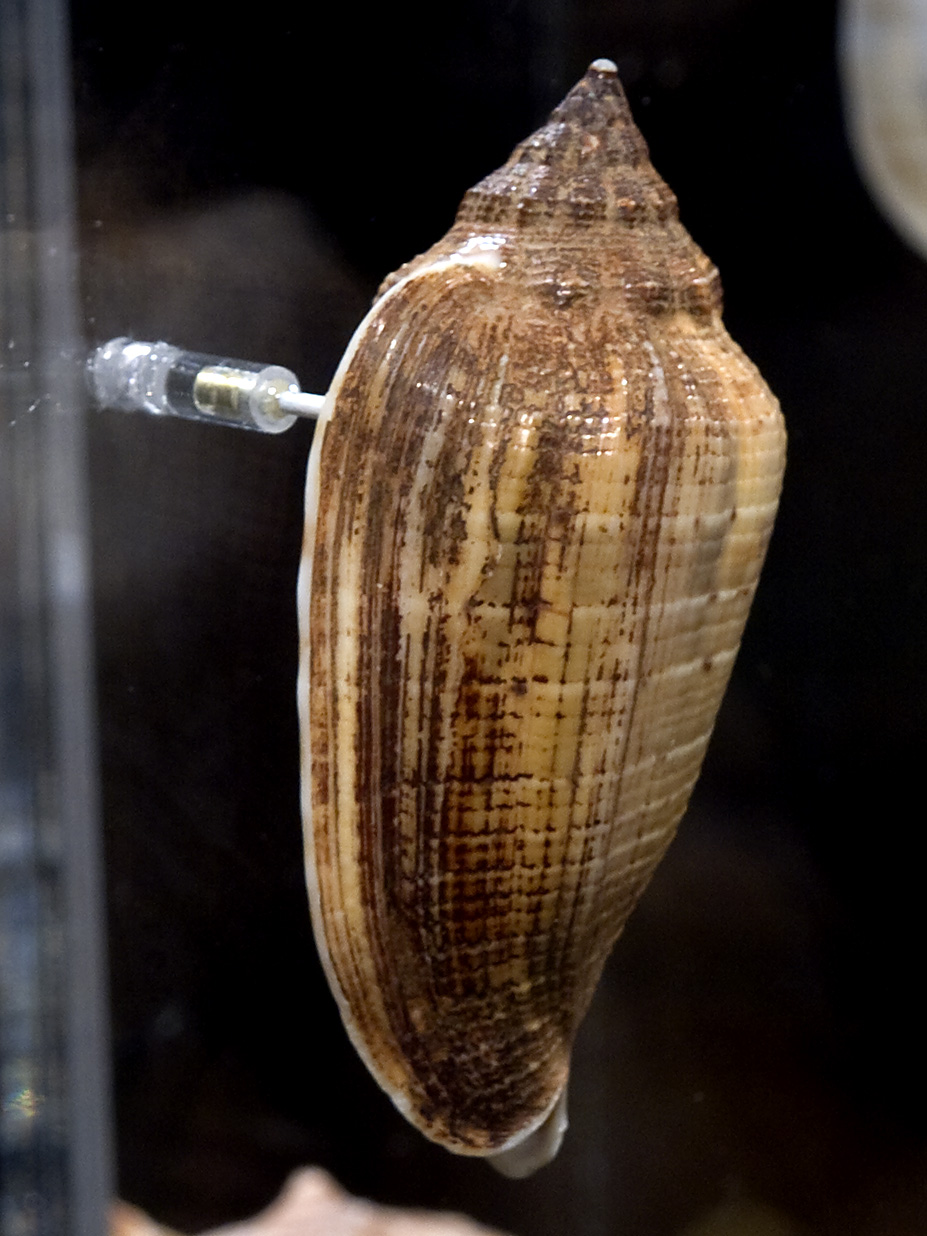
A shell of the Green music volute, Voluta virescens